# Biston permutaria
Biston permutaria là một loài bướm đêm trong họ Geometridae.